# Asia's Next Top Model (mùa 3)
Asia's Next Top Model, Mùa 3 là mùa giải thứ ba của chương trình truyền hình thực tế Asia's Next Top Model, chương trình sẽ chọn 1 hoặc 2 đại diện của mỗi nước và họ sẽ cùng nhau tranh tài để giành được danh hiệu "Asia's Next Top Model". Thí sinh tham dự chương trình là những người mẫu của châu Á. Năm nay không có các thí sinh đến từ Ấn Độ, Hàn Quốc, Đài Loan và Trung Quốc như 2 năm trước.
Nadya Hutagalung khẳng định rằng cô không phải là người dẫn chương trình của mùa 3. Thay vào đó người dẫn chương trình mùa 3 là người mẫu Georgina Wilson đến từ Philippines. Joey Mead-King vẫn làm giám khảo cho mùa 3. Nhà thiết kế thời trang Alex Perry sẽ tham gia chương trình với vai trò giám khảo mới.
Giải thưởng của mùa này là:
- 1 hợp đồng người mẫu với Storm Model Management tại Luân Đôn
- Chụp ảnh bìa cho tạp chí Harper's Bazaar Singapore
- Ký hợp đồng làm gương mặt đại diện cho chiến dịch quảng cáo năm 2015 của TRESemmé
- Sở hữu 1 chiếc xe Subaru XV đời mới

Người chiến thắng của mùa này là Ayu Gani, 23 tuổi đến từ Indonesia.
Chương trình được quay tại Singapore như mùa 1. Chương trình sẽ được phát sóng bắt đầu từ ngày 25 tháng 3 năm 2015.

## Vòng sơ tuyển
Vòng sơ tuyển được tổ chức tại 3 nước:
- 4 & 5 tháng 10 tại Resorts World Manila, Manila
- 10 tháng 10 tại JW Marriott, Jakarta
- 11 tháng 10 tại ION Sky Level 56, ION Orchard, Thành phố Singapore

Các thí sinh cũng có thể đăng ký tham dự online nếu họ không thể xuất hiện tại buổi sơ tuyển.

## Thí sinh
(Tuổi được tính khi thí sinh còn trong cuộc thi)
| Đại diện    | Thí sinh             | Tuổi | Chiều cao               | Bị loại | Thứ hạng |
| ----------- | -------------------- | ---- | ----------------------- | ------- | -------- |
| Malaysia    | Shareeta Selvaraj    | 24   | 1,68 m (5 ft 6 in)      | Tập 1   | 14       |
| Thái Lan    | Kiana Guyon          | 20   | 1,70 m (5 ft 7 in)      | Tập 2   | 13       |
| Indonesia   | Rani Ramadhany       | 20   | 1,73 m (5 ft 8 in)      | Tập 3   | 12       |
| Việt Nam    | Celine Duong         | 18   | 1,74 m (5 ft 8+1⁄2 in)  | Tập 4   | 11-10    |
| Hồng Kông   | Lorretta Chow        | 26   | 1,79 m (5 ft 10+1⁄2 in) | Tập 4   | 11-10    |
| Philippines | Franchesca Lagua     | 23   | 1,72 m (5 ft 7+1⁄2 in)  | Tập 5   | 9        |
| Malaysia    | Melissa Tan          | 27   | 1,73 m (5 ft 8 in)      | Tập 7   | 8        |
| Hồng Kông   | KB Barlow            | 25   | 1,71 m (5 ft 7+1⁄2 in)  | Tập 8   | 7        |
| Indonesia   | Tahlia Raji          | 18   | 1,73 m (5 ft 8 in)      | Tập 9   | 6        |
| Philippines | Amanda Chan          | 17   | 1,76 m (5 ft 9+1⁄2 in)  | Tập 11  | 5        |
| Nhật Bản    | Barbara Katsuki      | 27   | 1,73 m (5 ft 8 in)      | Tập 12  | 4        |
| Singapore   | Aimee Cheng-Bradshaw | 19   | 1,75 m (5 ft 9 in)      | Tập 13  | 3        |
| Philippines | Monika Sta. Maria    | 23   | 1,77 m (5 ft 9+1⁄2 in)  | Tập 13  | 2        |
| Indonesia   | Ayu Gani             | 23   | 1,73 m (5 ft 8 in)      | Tập 13  | 1        |

## Các tập phát sóng

### Tập 1: Cô gái trên chiếc bàn xoay
Ngày phát sóng: 25/3/2015
Tập đầu tiên của mùa giải bắt đầu với hình ảnh các cô gái đang trên đường đến nhà chung. Sau khi gặp nhau, họ nhận được mail đầu tiên của Georgina trong phòng khách. Các cô gái đã gặp Joey và Georgina để được học một buổi catwalk.
Sau một đêm luyện tập tại nhà chung kết, sáng hôm sau, họ được gặp Marina Fairfax từ Storm Model Management cùng Georgina và Joey tại một trung tâm thương mại và đối mặt với thử thách đầu tiên của mùa giải. Các cô gái phải đi catwalk trên sàn diễn có đặt một bàn xoay ở đoạn đường cuối, họ phải tạo dáng trên bàn xoay đó. Barbara đã vượt qua các cô gái còn lại để giành chiến thắng.
- Thử thách: Catwalk trên sàn diễn và tạo dáng trên bàn xoay
- Chiến thắng thử thách: Barbara Katsuki

Các cô gái phải mặc áo tắm trong buổi chụp ảnh đầu tiên, Amanda, Barbara, Gani và Monika chụp tốt trong khi Shareeta, Melissa, Celine và Rani gặp khó khăn. Ở buổi đánh giá, hầu như tất cả các cô gái đều được khen về ảnh của mình. Amanda, Barbara, Gani, Monika, và Tahlia sở hữu các tấm hình được giám khảo yêu thích. Amanda, cô gái nhỏ tuổi nhất nhà chung với gương mặt đáng yêu đã khiến giám khảo ngạc nhiên vì họ nghĩ cô không thể tạo ra được một bức ảnh đẹp. Amanda trở thành người đầu tiên được gọi tên trong buổi loại trừ. Celine và Shareeta rơi vào top 2 nguy hiểm. BGK nói Celine cần cố gắng biểu cảm hơn, Shareeta được khen là một cô gái đẹp nhưng họ không chắc cô hợp với thời trang cao cấp. Cuối cùng, Georgina đưa ảnh cho Celine và Shareeta trở thành thí sinh đầu tiên về nước. 
- Ảnh đẹp nhất: Amanda Chan
- Top 2 nguy hiểm: Celine Duong & Shareeta Selvaraj
- Bị loại: Shareeta Selvaraj
- Nhiếp ảnh gia: Mike Rosenthal
- Khách mời đặc biệt: Marina Fairfax, Kenneth Goh

### Tập 2: Cô gái với cơn sốt K-pop
Ngày phát sóng: 1/4/2015
- Thử thách: Nhảy flash mob trên nền nhạc Kpop (Oppa, You're Mine - Tahiti)
- Chiến thắng thử thách: Aimee Cheng-Bradshaw, Melissa Tan, Franchesca Lagua

Mỗi người chiến thắng thử thách sẽ được chọn thêm 2 người để chụp ảnh nhóm cùng. KB, Kiana, Rani & Tahlia là 4 người không được chọn nên thuộc nhóm thứ 4.
| Tên nhóm    | Phong cách        | Thí sinh                   |
| ----------- | ----------------- | -------------------------- |
| Flipperinas | Nữ tính           | Amanda, Franchesca, Monika |
| Jah-Mei     | Hiện đại, sắc sảo | Aimee, Barbara, Lorretta   |
| Loups       | Nam tính          | Celine, Gani, Melissa      |
| Fours       | Thể thao quyến rũ | KB, Kiana, Rani, Tahlia    |

Trong buổi đánh giá và loại, nhóm Jah-Mei bị nhận xét tấm hình đó quá tách biệt,không có liên kết gì với nhau.Nhóm "sói" Loups, thể hiện rất tốt và đã thể hiện được sự nam tính trong tấm ảnh của họ.Còn nhóm người Philippines "Flipperinas" thì chỉ có mỗi Franchesca là thể hiện tốt nhất nhóm, Amanda và Monika thì lại kém nhất nhóm vì Amanda cứ liên tục nháy mắt khi đèn flash bật lên,còn Monika thì tạo dáng lạc đề.Nhóm Fours thì chỉ KB, Tahlia là thể hiện tốt nhất, còn Kiana quá cứng nhắc, Rani thì không có sự liên kết trong nhóm.Céline, Gani, Melissa thuộc nhóm Loups thể hiện tốt nhất trong tập này và chính sự cố gắng đó giúp họ có được 1 FCO tuyệt vời.Các cô gái tiếp sau cũng thể hiện rất tốt đó là Tahlia, Chesca, KB, Lorretta.Aimee, Amanda và Kiana rơi vào Top 3 nguy hiểm.Aimee và Amanda là 2 người được gọi tên tiếp theo, Kiana là thí sinh tiếp theo phải thu dọn hành lý và dời khỏi cuộc thi.
- Ảnh đẹp nhất: Celine Duong, Melissa Tan, Gani Ayu
- Top 3 nguy hiểm: Aimee Cheng-Bradshaw, Amanda Chan & Kiana Guyon
- Bị loại: Kiana Guyon
- Nhiếp ảnh gia: Mike Rosenthal
- Khách mời đặc biệt: Wil Sabin, Ha Seng Beng

### Tập 3: Cô gái với nỗi sợ thay đổi diện mạo
Ngày phát sóng:8/4/2015
Ở tập này các cô gái sẽ được thay đổi diện mạo. Nhưng đối với vài người thì sẽ là thay đổi mãi mãi. Vẻ ngoài chán ngán được biến đổi trở nên sống động hơn nhưng đối với Barbara thì đó là 1 nỗi ám ảnh lớn.
Trong buổi chụp hình, Lorretta bị mất phương hướng, tai hoạ giáng xuống đầu Rani nhưng cô ấy đã vượt qua được để tiếp tục buổi chụp hình nhưng điều đó vẫn chưa đủ để cô có tấm ảnh đẹp nhất nên Rani trở thành người tiếp theo về nước. Còn tấm ảnh đẹp nhất thuộc về Aimee.
- Ảnh đẹp nhất: Aimee Cheng-Bradshaw
- Top 2 nguy hiểm: Lorretta Chow & Rani Ramadhany
- Bị loại: Rani Ramadhany
- Nhiếp ảnh gia: Olaf Mueller
- Khách mời đặc biệt: Lourd Ramos

### Tập 4: Cô gái với trái tim tan vỡ
Ngày phát sóng: 15/4/2015
Lorretta là người chiến thắng thử thách trong tập này và phần thưởng là 2000 đô mua sắm mỹ phẩm của thương hiệu mỹ phẩm MAC và cô được chọn 1 người làm người chiến thắng chung. Lorretta đã chọn KB và mỗi người được 1000 đô.
- Thử thách: Trang điểm theo 6 phong cách
- Chiến thắng thử thách: Lorretta Chow

| Phong cách | Thí sinh           |
| ---------- | ------------------ |
| Tươi sáng  | Loretta, KB        |
| Cổ điển    | Aimee, Amanda      |
| Tự nhiên   | Monika, Franchesca |
| Dạ tiệc    | Gani               |
| Quyến rũ   | Celine, Barbara    |
| Lạnh lùng  | Tahlia, Mellissa   |

Trong các tập trước, những kì vọng của Monika dường như đã trở thành gánh nặng trong tập này nhưng trong buổi chụp hình, Aimee và Monika đã có được tấm ảnh đẹp nhất.Celine một lần nữa thất bại trong việc thể hiện, Loretta thiếu tự tin dẫn đến thất bại trong việc chụp hình. Cú sốc loại kép khiến cả Celine và Loretta phải ra về.
- Ảnh đẹp nhất: Monika Sta. Maria
- Top 3 nguy hiểm: Franchesca Lagua, Celine Duong & Lorretta Chow
- Bị loại: Celine Duong & Lorretta Chow
- Nhiếp ảnh gia: Amanda Lim
- Khách mời đặc biệt: Beno Lim, Peter Som, William Highwind

### Tập 5: Cô gái với nụ cười chết người
Ngày phát sóng: 22/4/2015
Trong tuần này, các cô gái được được gặp Cecile Infantado để dạy cho các cô gái làm sao để có được nụ cười hoàn hảo.Sau đó, các cô gái được tham gia một lớp học diễn xuất với một ngôi sao truyền hình người Indonesia Daniel Mananta. Tất cả các cô gái được đưa ra nhiệm vụ cụ thể của để làm quen vai trò diễn xuất của mình. Amanda được yêu cầu thể hiện cơn tức giận của mình trong phần diễn của cô nhưng lại từ chối.
Ngày hôm sau, các cô gái được áp dụng những gì họ đã học được từ bác sĩ Cecile Infantado, thử thách lần này chính là selfie với người đi đường.  Các cô gái đến trung tâm mua sắm và tìm cho mình một chàng trai để chụp selfie với mình. Các cô gái đều làm rất tốt. Barbara như bông hoa với những chú ong, chiến thắng thử thách lần hai giúp cô có được một buổi ăn tối với Daniel Mananta.
- Thử thách: Chụp ảnh Selfie với người đi đường
- Chiến thắng thử thách: Barbara Katsuki

Những nụ cười tiếp tục trong buổi chụp hình của họ cho chiến dịch quảng cáo Close-Up.  Gani ban đầu chật vật nhưng cuối cùng cô vẫn có bức ảnh đẹp. Sự xuất sắc của Monika tiếp tục được thể hiện trong suốt buổi chụp hình, trong khi Amanda và Franchesca gặp nhiều khó khăn; Amanda cười khúc khích rất nhiều trong suốt buổi chụp ảnh và Franchesca đặt ra góc độ nào đó ở khuôn mặt của cô ấy trên tất cả các khung hình.
Tại buổi đánh giá, Aimee, Barbara, Gani, Melissa và Monika được nhiều lời khen trong khi Tahlia và KB nhận được ý kiến thờ ơ từ ban giám khảo. Amanda và Franchesca không gây ấn tượng gì với ban giám khảo. Georgina nói với Gani và Monika rằng một trong những bức ảnh của họ sẽ có mặt trong chiến dịch quảng cáo của Close Up và hỏi cả hai cô gái về lý do tại sao bức ảnh của mình lại xứng đáng hơn. Cuối cùng, Monika là cô gái được lựa chọn cho chiến dịch quảng cáo, giành được ảnh đẹp nhất thứ hai liên tiếp. Amanda và Franchesca lại một lần nữa lọt vào Top 2 nguy hiểm, Amanda được yêu cầu thể hiện sự tức giận của mình với Daniel. Cuối cùng, Georgina trao bức hình cho Amanda và Franchesca là người tiếp theo bị loại
- Ảnh đẹp nhất: Monika Sta. Maria
- Top 2 nguy hiểm: Franchesca Lagua & Amanda Chan
- Bị loại: Franchesca Lagua
- Nhiếp ảnh gia: Mike Rosenthal
- Khách mời đặc biệt: Dr. Cecil, Daniel Mananta

### Tập 6: Cô gái đã hết vận may
Ngày phát sóng: 29/4/2015
Các cô gái được gặp gỡ Meghna Mistry, giám đốc thời trang của Zalora để học cách tạo style riêng cho mình. Thử thách trong tuần này là Joey và Meghna sẽ xem qua cách phối đồ của các cô gái. Joey sẽ cho họ một phong cách thời trang và các cô gái phải tìm một trang phục hoàn chỉnh trong kho đồ của Zalora.com phù hợp với chủ đề và thời gian là 2 phút. Tahlia là người chiến thắng thử thách trong tập.
- Thử thách: Phối đồ theo 4 phong cách
- Chiến thắng thử thách: Tahlia Raji

| Phong cách | Thí sinh          |
| ---------- | ----------------- |
| Nữ tính    | KB, Amanda        |
| Thành thị  | Mellissa, Barbara |
| Boho       | Tahlia, Aimee     |
| Đơn giản   | Monika, Gani      |

Trở lại nhà chung, với chiến thắng vừa qua, Tahlia đã chọn lấy 5 phút chụp hình của Monika trong phần photoshoot tới vì Monika đã 2 lần chụp đẹp nhất tuần liên tiếp.
Tại shoot hình lookbook cho nhãn hàng, Tahlia được cộng thêm 5 phút, tức là tổng cộng 20 phút, trong khi các cô gái khác chỉ có 15 phút, Monika đặc biệt chỉ còn 10 phút. Trong quá trình chụp, Amanda gặp rắc rối về việc phải giữ đôi mắt mở to, Barbara, Melissa và Monika lại khó vận động. KB, Aimee và Gani làm khá tốt, còn cô gái được gia tăng thời gian Tahlia vẫn khá lúng túng.
Tại phòng đánh giá, Tahlia, Amanda, Melissa, Barbara và Monika nhận được nhiều nhận xét không hài lòng. KB, Gani, Aimee nổi trội trong tuần này. Gani đã nhận được bức hình đẹp nhất và được tham gia chiến dịch quảng cáo của nhãn hàng thời trang. Barbara và Monika lọt vào top 2 nguy hiểm nhưng Georgina đã giữ cả hai lại và không loại thí sinh tuần này. Bù lại tuần sau, 2 cô gái chỉ có 10 lần chụp trong photoshoot, đây quả là 1 áp lực nữa cho Barbara và Monika.
- Ảnh đẹp nhất: Gani Ayu
- Top 2 nguy hiểm: Monika Sta. Maria & Barbara Katsuki
- Bị loại: Không có thí sinh bị loại.
- Nhiếp ảnh gia: Joel Lim
- Khách mời đặc biệt: Meghna Mistry

### Tập 7: Cô gái cuối cùng cũng đã rạn nứt
Ngày phát sóng: 6/5/2015
Gani vui vì Barbara vẫn còn trong cuộc thi, vì cô ấy nghĩ rằng Barbara xứng đáng ở lại hơn các cô gái. Monika nghĩ rằng cô ấy phải đối mặt Tahlia và hỏi lý do tại sao cô ấy lại chọn cô để mất năm phút mà không phải bất kỳ cô gái khác, Tahlia nói rằng đó là bởi vì trong tất cả các cô gái chỉ có Monika không phải là người thân thiết với cô.
Các cô gái đã đi đến một công viên với người cố vấn của họ, Joey cùng với người dẫn chương trình và người mẫu hàng đầu, Cara G. McIlroy. Các cô gái có một thử thách là bắt cặp và tạo dáng với nhau.Các cặp là Melissa và Amanda,Aimee và Barbara,Gani và Monika,KB và Tahlia
Melissa bắt cặp với Amanda. Amanda để hết sức nặng của mình lên người Mel. Aimee và Barbara đã làm rất tốt. Gani mặc dù không thích bị ghép đôi với Monika nhưng họ cũng làm rất tốt. KB và Tahlia đã được khen ngợi khi họ nhìn nhau.
Thử thách chính lần này là tạo dáng trong lúc lắc vòng. KB, Melissa, Tahlia, Gani và Barbara rất xuất sắc; trong khi Aimee, Amanda và Monika chật vật để giữ được chiếc vòng. Melissa đã giành được thử thách và có cơ hội để gọi điện về nhà.
- Thử thách: Tạo dáng trong lúc lắc vòng
- Chiến thắng thử thách: Melissa Tan

Joey đã đến thăm các cô gái trong ngôi nhà chung. Cô đã bất ngờ bởi sự thiếu sạch sẽ của toàn bộ ngôi nhà và để cho các cô gái cùng làm sạch nó. Cô nói rằng họ cần phải duy trì sự sạch sẽ trong ngôi nhà chung để nó không trở thành áp lực cho buổi chụp hình
Vào ngày chụp hình, họ đã gặp gỡ các giám đốc điều hành của Tan Chong International, Glenn Tan. Người chiến thắng trong các buổi chụp hình sẽ trở thành đại sứ thương hiệu Subaru. Các cô gái được gặp các thí sinh mùa trước và đại sứ thương hiệu Subaru hiện tại, Jodilly Pendre và Natalie Pickles cho các cô gái thấy rằng họ sẽ chỉ mặc đồ lót và chỉ có một sơn phủ trên cơ thể,Jodi và Natalie cũng đưa ra một số lời khuyên cho các cô gái.
| Màu sắc       | Chủ đề     | Thí sinh          |
| ------------- | ---------- | ----------------- |
| Kim cương đen | Sang trọng | Barbara & Melissa |
| Cam tươi      | Tươi vui   | Monika & Tahlia   |
| Xám tối       | Mạnh mẽ    | Amanda & Gani     |
| Xám nhạt      | Hoang dại  | Aimee & KB        |

Trong khi các cô gái đã được chuẩn bị, Gani và Tahlia nói với Georgina và Joey rằng họ không thoải mái khi mặc đồ lót chỉ có một lớp sơn trên người. Georgina nói với họ rằng họ có thể về nhà nếu họ không làm điều đó. Gani sau đó đã quyết định mặc đồ lót vì cô không muốn bị cản trở bởi bất thứ gì để chiến thắng cuộc thi. Tuy nhiên, Tahlia vẫn mất một lúc để quyết định và cuối cùng cô cũng tham gia buổi chụp hình. Monika và Barbara mặc dù chỉ có 10 shoot ảnh nhưng đã gây ấn tượng cho các nhiếp ảnh gia và các giám khảo. Gani và KB cũng làm rất tốt trong buổi chụp hình, đặc biệt là Gani khi cô ấy đối mặt với nỗi sợ hãi. Aimee, Tahlia, Melissa, và Amanda gặp khó khăn trong buổi chụp ảnh. Aimee, mặc dù có rất nhiều năng lượng nhưng không thể thể hiện điều đó trong những bức ảnh của mình. Tahlia cảm thấy sợ hãi và cho thấy sự thiếu tự tin trong lần chụp của mình. Melissa gặp khó khăn trong việc tạo dáng để không quá sắc sảo. Một lần việc nháy mắt lại anh hưởng đến Amanda
Tại ngôi nhà Chung, Gani và Monika đã cãi nhau, Gani nói rằng cô không giữ được sự sạch sẽ trong nhà chung,mặc dù Monika biện hộ cho hành động của mình nhưng Gani vẫn không chịu nghe,Gani còn đề cập đến việc cô ấy nghe Monika nói là Indonesia sẽ không bao giờ giành chiến thắng cuộc thi này,Monika làm rõ rằng đó chỉ là một trò đùa. Điều này làm cho Gani thậm chí tức giận hơn và từ chối nói chuyện với Monika hơn nữa.
Tại phòng đánh giá, Monika, Barbara, KB, và Gani đã được khen ngợi cho hình ảnh của họ. Amanda không gây được ấn tượng cho ban giám khảo. Aimee, Tahlia, và Melissa đã nhận được ý kiến xấu. Monika tạo ra sự nổi bật, được gọi tên đầu tiên lần 3 và trở thành đại sứ thương hiệu mới nhất của Subaru. Glenn Tan đã rất ấn tượng với Barbara và chọn cô ấy để trở thành đại sứ thương hiệu thứ hai. Tahlia và Melissa cả đều lọt vào top hai nguy hiểm. Tahlia bị chỉ trích vì hiển thị một thái độ gần như từ chối tham gia vào buổi chụp hình và cuối cùng dẫn đến một hình ảnh mờ nhạt, trong khi sự sắc sảo của Melissa gần như phản tác dựng. Cuối cùng Georgina trao một bức ảnh để Tahlia, Melissa phải về nhà và bỏ rơi những người bạn thân thiết của mình 

- Ảnh đẹp nhất: Monika Sta. Maria
- Top 2 nguy hiểm: Tahlia Raji & Melissa Tan
- Bị loại: Melissa Tan
- Nhiếp ảnh gia: Jesper McIlroy
- Khách mời đặc biệt: Cara Grogan-McIlroy, Glenn Tan, Jodilly Pendre, Natalie Pickles

### Tập 8: Cô gái đang trong nhiệm vụ của bản thân
Ngày phát sóng: 13/5/2015
Thử thách trong tuần này là dùng các sản phẩm của TRESemmé để tạo ra các xu hướng tóc mới nhất. Monika đã chiến thắng thử thách và giành được quyền miễn loại.
- Thử thách: Làm tóc theo 7 phong cách
- Chiến thắng thử thách & miễn loại: Monika Sta. Maria

| Kiểu tóc        | Thí sinh |
| --------------- | -------- |
| Kiểu đẫm nước   | Barbara  |
| Tố chất kết hợp | Gani     |
| Bồng bềnh       | Amanda   |
| Gợn sóng Boho   | Tahlia   |
| Búi to          | Aimee    |
| Xoắn và bím tóc | Monika   |
| Đuôi ngựa       | KB       |

Trong buổi chụp hình, đa số các cô gái đều nhận được lời khen, trừ KB và Amanda. Trong phần loại trừ, Tahlia đã lội ngược dòng từ thấp nhất đến cao nhất. Amanda một lần nữa nằm trong top 2 nguy hiểm nhưng KB mới là người ra về.
- Ảnh đẹp nhất: Tahlia Raji
- Top 2 nguy hiểm: Amanda Chan & Kristeen "KB" Barlow
- Bị loại: Kristeen "KB" Barlow
- Nhiếp ảnh gia: Jez Smith
- Khách mời đặc biệt: Andien Aisyah

### Tập 9: Cô gái bay lên vị trí dẫn đầu
Ngày phát sóng: 20/5/2015
Các cô gái đứng trên một phiên sparring với Brazil jiu-jitsu World Champion, Bruno Pucci và ONE Fighting Championship Phó Chủ tịch, Rich Franklin và đã được thử nghiệm các môn thể thao. Sau đó đã trải qua một sự trải nhiệm với những nhà vô địch thế giới MMA và thể dục trên không, Ming Leong. Tất cả các cô gái đã làm rất tốt trong thử thách nhưng cuối cùng Barbara thắng thử thách thứ ba của cô.
- Thử thách: Tạo dáng trên vòng treo
- Chiến thắng thử thách: Barbara Katsuki

Giải thưởng Barbara là được điều trị spa tại khách sạn Sofitel. Vì vậy được đưa một người bạn với cô ấy để thưởng thức giải thưởng của mình với và cô đã chọn Gani. Trong khi Barbara và Gani hưởng điều trị spa của họ, Aimee, Amanda và Monika quyết định biến ngôi nhà chung thành một " spa tại nhà", để lại một mình Tahlia, cô cảm thấy khó xử khi giao tiếp với họ vì họ không phải là người thân thiết với cô.
Trong buổi chụp hình, các cô gái đã được yêu cầu để được nâng lên và lơ lửng trong không khí mặc áo dài Alex Perry-thiết kế, và Jez Smith một lần nữa là người đàn ông phía sau ống kính. Amanda, Barbara và Monika là standouts rõ ràng. Mặc dù Aimee đã làm tốt, nó được coi là một hoạt động an toàn từ cô ấy. Gani và Tahlia đấu tranh. Trở lại với ngôi nhà chung, Gani và Tahlia bắt đầu lo lắng về cơ hội của họ khi họ đã được nhìn thấy rõ ràng là đang gặp khó khăn trong quá trình chụp.
Tại phòng đánh giá, Amanda, Barbara và Monika đã được nhiều lời khen từ ban giám khảo, trong khi Aimee nhận được phản ứng lạnh nhạt từ ban giám khảo. Gani và Tahlia bị chỉ trích vì tìm kiếm thực sự ngắn và có những chiếc váy Alex Perry mặc cho họ thay vì họ mặc những bộ váy áo. Amanda nhận được hình ảnh tốt nhất của cô thứ hai, Monika, Barbara và Aimee tiếp. Gani và Tahlia thấy mình ở dưới cùng hai, nhưng Tahlia người phải về nhà còn Gani đã được coi là an toàn.
- Ảnh đẹp nhất: Amanda Chan
- Top 2 nguy hiểm: Tahlia Raji & Gani Ayu
- Bị loại: Tahlia Raji
- Nhiếp ảnh gia: Jez Smith
- Khách mời đặc biệt: Bruno Pucci, Rich Franklin, Ming Leong, Kenneth Goh

### Tập 10: Cô gái trong chỗ ngồi người lái xe
Ngày phát sóng: 27/5/2015
- Thử thách: Thay trang phục và đi catwalk trên tàu Mariner of The Seas
- Chiến thắng thử thách: Aimee Cheng-Bradshaw

| Thí sinh | Vai trò                |
| -------- | ---------------------- |
| Aimee    | Nữ doanh nhân          |
| Amanda   | Huấn luyện viên Tennis |
| Barbara  | Thợ làm bánh           |
| Gani     | Kiến trúc sư           |
| Monika   | Huấn luyện viên Yoga   |

- Đoạn quảng cáo tốt nhất: Monika Sta. Maria
- Top 2 nguy hiểm: Barbara Katsuki & Amanda Chan
- Nhiếp ảnh gia: Peter Werry
- Khách mời đặc biệt: Ken Jones, Farah Quinn, Glenn Tan

Tập phim dừng lại ở top 2 nguy hiểm và chưa công bố người bị loại.

### Tập 11:Top 4 được tiết lộ
Ngày phát sóng: 3/6/2015
Tập phim tiếp tục cảnh của tập 10 khi còn lại top 2 nguy hiểm là Amanda & Barbara. Barbara là người bước lên nhận ảnh. Sau 3 lần rơi vào top 2 nguy hiểm, may mắn đã không mỉm cười với Amanda lần thứ 4.
- Top 2 nguy hiểm: Barbara Katsuki & Amanda Chan
- Bị loại: Amanda Chan
- Tập phim này tóm tắt lại những diễn biến đã xảy ra từ đầu cuộc thi đến khi còn lại top 4

| Thí sinh             | Thời điểm bị loại | Thành tích  | Thành tích  | Thành tích    | Thành tích    | Thành tích    | Thành tích    | Thành tích      |
| Thí sinh             | Thời điểm bị loại | Chiến thắng | Chiến thắng | Top nguy hiểm | Top nguy hiểm | Top nguy hiểm | Hạng cao nhất | Kết quả         |
| Thí sinh             | Thời điểm bị loại | Chụp ảnh    | Thử thách   | Top 2         | Top 3         | Tổng          | Hạng cao nhất | Kết quả         |
| -------------------- | ----------------- | ----------- | ----------- | ------------- | ------------- | ------------- | ------------- | --------------- |
|                      | Tập 1             |             |             | 1             |               | 1             | 14            | Top 14          |
| Kiana Guyon          | Tập 2             |             |             | 1             |               | 1             | 11            | Top 13          |
| Rani Ramadhany       | Tập 3             |             |             | 1             |               | 1             | 10            | Top 12          |
| Lorretta Chow        | Tập 4             |             | 1           | 1             | 1             | 2             | 6             | Top 11 & Top 10 |
| Celine Duong         | Tập 4             | 1           |             | 1             | 1             | 2             | 1             | Top 11 & Top 10 |
| Franchesca Lagua     | Tập 5             |             | 1           | 1             | 1             | 2             | 4             | Top 9           |
| Melissa Tan          | Tập 7             | 1           | 2           | 1             |               | 1             | 1             | Top 8           |
| Kristeen "KB" Barlow | Tập 8             |             |             | 1             |               | 1             | 3             | Top 7           |
| Tahlia Raji          | Tập 9             | 1           | 1           | 2             |               | 2             | 1             | Top 6           |
| Amanda Chan          | Tập 11            | 2           |             | 4             |               | 4             | 1             | Top 5           |

4 thí sinh vẫn còn trong cuộc thi cho đến tập 11
| Thí sinh             | Thành tích  | Thành tích  | Thành tích    | Thành tích    | Thành tích    | Thành tích    |
| Thí sinh             | Chiến thắng | Chiến thắng | Top nguy hiểm | Top nguy hiểm | Top nguy hiểm | Hạng cao nhất |
| Thí sinh             | Chụp ảnh    | Thử thách   | Top 2         | Top 3         | Tổng          | Hạng cao nhất |
| -------------------- | ----------- | ----------- | ------------- | ------------- | ------------- | ------------- |
| Barbara Katsuki      |             | 3           | 2             |               | 2             | 2             |
| Aimee Cheng-Bradshaw | 1           | 3           | 1             |               | 1             | 1             |
| Monika Sta. Maria    | 4           | 1           | 1             |               | 1             | 1             |
| Gani Ayu             | 3           |             | 1             |               | 1             | 1             |

- Khách mời đặc biệt: Ken Jones

### Tập 12: Cô Gái Ảnh Bìa
Ngày phát sóng: 10/6/2015
Trong phần thử thách, các cô gái phải trải nghiệm cuộc sống của một người mẫu thực thụ
Về phần thuyết trình về trang phục, các cô gái sẽ được đưa ra vài lời gợi ý, nghiên cứu trong vài phút và thuyết trình trước Liv Lo- một người mẫu và người dẫn chương trình với 10 năm kinh nghiệm quốc tế và biên tập của tạp chí Harper's Bazaar Singapore Windy Aulia.
| Bộ sưu tập từ các thương hiệu | Thí sinh |
| ----------------------------- | -------- |
| Oscar de la Renta             | Monika   |
| Mary Katrantzou               | Aimee    |
| Mugler                        | Gani     |
| Roland Mouret                 | Barbara  |

- Thử thách: Thử trang phục, thuyết trình về trang phục và thử thách về đồ lót
- Chiến thắng thử thách: Monika Sta. Maria (thử trang phục) và Barbara Katsuki (thử thách về đồ lót)

Trong tuần này, các cô gái phải thực hiện một buổi chụp ảnh cực kì đặc biệt. Thời trang qua các thời kì theo phong cách của Harper's Bazaar. Nhằm tái hiện và tôn vinh các người mẫu và những biểu tượng thời trang qua từng giai đoạn.
| Thập niên    | Thí sinh |
| ------------ | -------- |
| Thập niên 50 | Barbara  |
| Thập niên 60 | Aimee    |
| Thập niên 70 | Monika   |
| Thập niên 80 | Gani     |

- Ảnh đẹp nhất:  Gani Ayu
- Top 2 nguy hiểm:  Aimee Cheng-Bradshaw, Barbara Katsuki
- Bị loại:  Barbara Katsuki
- Nhiếp ảnh gia: Elvina Farkas
- Khách mời đặc biệt: Liv Lo, Windy Aulia, Kenneth Goh, Damiano Biella, Kate Ang

### Tập 13: Tập Cuối Cùng
Ngày phát sóng: 17/6/2015
Thử thách lần này cả ba cô gái có buổi chụp ảnh thời trang cao cấp với chiếc váy họ được mặc. Sau đó họ phải tham gia vào một buổi trình diễn thời trang cùng với Franchesca, Melissa, KB, Tahlia và Barbara
- Top 3 cuối cùng: Ayu Gani, Monika Sta. Maria, Aimee Cheng-Bradshaw
- Bị loại: Aimee Cheng-Bradshaw
- Về nhì: Monika Sta. Maria
- Asia's Next Top Model Mùa 3: Ayu Gani
- Nhiếp ảnh gia: Jean-Baptiste Fort
- Khách mời đặc biệt: Kenneth Goh, Nathan Toth

## Thứ tự gọi tên
| 1  | Amanda     | Celine Gani Melissa | Aimee      | Monika          | Monika     | Gani           | Monika  | Tahlia  | Amanda  | Monika  | Gani    | Gani   |  |  |  |
| 2  | Barbara    | Celine Gani Melissa | Melissa    | Aimee           | Gani       | Aimee          | Barbara | Barbara | Monika  | Aimee   | Monika  | Monika |  |  |  |
| 3  | Monika     | Celine Gani Melissa | Monika     | Amanda          | Barbara    | Melissa        | KB      | Gani    | Barbara | Gani    | Aimee   | Aimee  |  |  |  |
| 4  | Tahlia     | Tahlia              | Franchesca | KB              | Melissa    | KB             | Gani    | Aimee   | Aimee   | Barbara | Barbara |        |  |  |  |
| 5  | Gani       | Franchesca          | Celine     | Melissa         | Aimee      | Tahlia         | Amanda  | Monika  | Gani    | Amanda  |         |        |  |  |  |
| 6  | Aimee      | Lorretta            | Amanda     | Tahlia          | KB         | Amanda         | Aimee   | Amanda  | Tahlia  |         |         |        |  |  |  |
| 7  | Lorretta   | KB                  | Gani       | Gani            | Tahlia     | Barbara Monika | Tahlia  | KB      |         |         |         |        |  |  |  |
| 8  | KB         | Barbara             | Barbara    | Barbara         | Amanda     | Barbara Monika | Melissa |         |         |         |         |        |  |  |  |
| 9  | Franchesca | Monika              | Tahlia     | Franchesca      | Franchesca |                |         |         |         |         |         |        |  |  |  |
| 10 | Melissa    | Rani                | KB         | Celine Lorretta |            |                |         |         |         |         |         |        |  |  |  |
| 11 | Kiana      | Aimee               | Lorretta   | Celine Lorretta |            |                |         |         |         |         |         |        |  |  |  |
| 12 | Rani       | Amanda              | Rani       |                 |            |                |         |         |         |         |         |        |  |  |  |
| 13 | Celine     | Kiana               |            |                 |            |                |         |         |         |         |         |        |  |  |  |
| 14 | Shareeta   |                     |            |                 |            |                |         |         |         |         |         |        |  |  |  |

     Thí sinh bị loại
     Thí sinh bị loại nhưng được cứu
     Thị sinh được miễn loại
     Thí sinh chiến thắng cuộc thi
     Thí sinh chiến thắng tuần